# Oulojénié
Lire en ligne

Code (en russe) sur Wikisource

Soudiebnik Recueil de lois de l'Empire russe (ru)
L'Oulojénié est le code de lois instauré en Russie en 1649 afin de remplacer le désuet Soudiebnik d'Ivan le Grand. Il resta - théoriquement - en vigueur jusqu'en 1832, date où il fut remplacé par le nouveau code, élaboré par le comte Spéranski.

## Rédaction
Au début du règne d'Alexis Ier, les Russes sont accablés d'impôts mais ceux-ci rentrent mal. Les Moscovites protestent, les émeutes se multiplient. En 1648, la Révolte du Sel éclate à cause de l'instauration  en 1647 d'une surtaxe sur le sel. Alexis préconise alors une réforme de l'administration afin de mettre de l'ordre dans sa bureaucratie corrompue et ainsi peut-être apaiser la population.
Le 16 juillet, une commission, présidée par le boyard Nikita Odoiewski, commence à mettre à jour l'ancien code législatif, le Soudiebnik, retranchant certains articles et en ajoutant d'autres. Le 1er septembre, le zemski sobor se rassemble, réunissant les délégués de 130 villes. On y décide la rédaction d'un nouveau code de lois. Le procédé se fera très vite car le code entre en vigueur le 1er janvier 1649.
Il se compose de 25 chapitres divisés en 967 articles. L'original se présente sous la forme de 959 feuilles de parchemin.
L'Oulojénié reste en vigueur jusqu'en 1833, date de la promulgation d'un nouveau code.

## Stratification sociale
Il divise la société russe en 4 groupes distincts :
1. les hommes de service, c'est-à-dire les employés de l'État ;
2. les gens de taille des faubourgs ou les citadins, comprenant les artisans, les marchands, les hommes d'affaires ;
3. les gens de taille des campagnes, les serfs, propriété du tsar ;
4. les kholops, les esclaves paysans appartenant aux propriétaires terriens.

Les 4 groupes se distinguent par la nature de leurs obligations. Les hommes de service travaillent pour l'État, soit dans l'administration, soit dans l'armée. Les citadins paient les impôts. Les serfs et les kholops sont imposés par nature sur leur production.
La fonction principale des citadins est de pourvoir aux besoins des gens de service. Ils n'ont plus le droit de s'occuper d'agriculture. Ils ne peuvent quitter une ville pour une autre ni même un faubourg pour un autre. Ils sont enchaînés à leurs obligations et ne peuvent plus espérer une montée dans l'échelle sociale.
La seule différence entre le serf et le kholop est que le premier est au service du tsar alors que l'autre est la propriété d'un boyard ou d'un aristocrate. Les deux sont rattachés définitivement à leurs terres. Ils ne peuvent plus changer de propriétaires. Le fuyard qui se fait prendre est immanquablement rendu à son maître, quel que soit le temps écoulé depuis sa défection. Il n'a plus aucun droit et son propriétaire a tous les droits sur lui.

## Réforme administrative
L'Oulojénié réforme également l'administration. Le voïvode, autrefois chef militaire, devient le représentant du tsar dans les régions : envoyé pour gouverner en son nom, il n'est pas rémunéré, mais peut recevoir des dons des personnes dont il a la charge. La police lui est soumise, ce qui en fait le maître absolu de la région qu'il administre. 
Certains articles comprennent des lois spécifiques.
- tout affront fait à un boyard est puni par le knout ou la prison ;
- l'affront fait à un citadin est puni de un à cinquante roubles, selon l'importance du citadin ;
- il est désormais interdit de fumer (ceux qui sont pris sur le fait se font couper le nez) ;
- la fréquentation des églises est obligatoire ;
- des dévotions annuelles sont instaurées.

En définitive, l'Oulojénié transforme la Russie en véritable État policier.[réf. nécessaire]